# 十一號森特勒爾卡貝勒斯鎮區 (北卡羅萊納州卡貝勒斯縣)
十一號森特勒爾卡貝勒斯鎮區（英語：Township 11, Central Cabarrus）是位於美國北卡羅萊納州卡貝勒斯縣的一個鎮區。

## 地方資料
十一號森特勒爾卡貝勒斯鎮區的面積為76.15平方千米，皆為陸地。根據2020年美國人口普查的數據，當地共有人口29990人，而人口密度為每平方千米393.83人。